# Велиев, Лачын Панах оглы
Лачын Панах оглы Велиев (азерб. Laçın Pənah oğlu Vəliyev; род. 4 февраля 2002, Гёйчайский район) — азербайджанский борец греко-римского стиля, выступающий в весовой категории до 87 кг. Серебряный призёр чемпионата Азербайджана среди взрослых (2023), бронзовый призёр чемпионата Азербайджана среди взрослых (2022), двукратный бронзовый призёр чемпионата Европы среди спортсменов до 23 лет (2022, 2024), чемпион Европы среди спортсменов до 20 лет (2022), бронзовый призёр чемпионата мира среди спортсменов до 20 лет (2022).

## Биография
Лачын Панах оглы Велиев родился 4 февраля 2002 года.
В мае 2018 года Велиев занял третье место на юношеском чемпионате Европы по борьбе в Скопье (весовая категория до 92 кг).
В августе 2019 году выиграл юношеский чемпионат мира по борьбе в Софии.
В сентябре 2021 года взял бронзу на I Играх стран СНГ в Казани.
В марте 2022 года Велиев выиграл чемпионат Азербайджана среди спортсменов до 20 лет.
В марте 2022 года на чемпионате Европы среди борцов до 23 лет, проходившем в болгарском городе Пловдиве, Велиев занял третье место.
В июне 2022 года Велиев выиграл чемпионат Европы среди спортсменов до 20 лет, который проходил в Риме. 
В августе 2022 года он выиграл бронзу на чемпионате мира среди спортсменов до 20 лет, который проходил в Софии. 
В октябре 2022 года Велиев неудачно выступил на чемпионате мира среди спортсменов до 23 лет, который проходил в испанском Понтеведре, уступив в 1/4 финала Шимону Шимоновичу из Польши. 
В декабре 2023 года Велиев, выступая за «Нефтчи» и ЦСКА, выиграл бронзу на чемпионате Азербайджана среди взрослых.
В декабре 2023 года Велиев, выступая за МВД, выиграл серебро чемпионат Азербайджана среди взрослых, уступив в финале весовой категории до 87 кг Исламу Аббасову.
В мае 2024 года Лачын Велиев выиграл бронзу на чемпионате Европы среди спортсменов до 23 лет в Баку.